# Ярмонкин, Валентин Васильевич
Валентин Васильевич Ярмо́нкин (псевд. Dr. В. Я.; Базаров; Троицкий и др.) (1847 или 1849, с. Чирково, Бугульминского у., Самарской губ.  — не ранее 1915, Петроград) — публицист, писатель, редактор, издатель, общественно—политический деятель.

## Биография
Из дворян Самарской губернии, сын надворного советника. Классного чина не имел, на государственной службе не состоял. В 1866 окончил курс гимназического отделения Ставропольской мужской гимназии. В 1869 приехал в С.-Петербург. Согласно автобиографическим сведениям, окончил курс юридического ф-та С.-Петербургского университета, после чего служил присяжным поверенным. Однако, в списках выпускников университета 1870-х годов не значится. По сведениям столичных газет, служил частным поверенным, для чего было достаточно и гимназического образования. Тогда же — в 1869,  в Санкт-Петербурге начал литературную деятельность в периодике.
Первые статьи были им предложены редакции «Петербургской газеты» в октябре 1869 года. Однако, они не были опубликованы, а рукопись передана И. А. Арсеньевым  в Третье отделение. В ноябре 1869 в столичных газетах и журналах появились сообщения, что в мировом суде С.-Петербурга разбиралось «более чем странное дело» между Ярмонкиным и редактором «Петербургской газеты». Ярмонкин требовал, чтобы суд принудил Арсеньева вернуть ему рукопись статьи, «отданную им редактору при свидетелях» 6 октября 1869 года. Газеты писали, что при этом Ярмонкин заявил судье, что эта рукописная (заметьте!) статья послужила поводом к его аресту в секретном отделении полиции, где ему сделали внушение: «если он будет печатать статьи против полиции, то его немедленно вышлют из столицы <...> Он имеет основания думать, что арест его последовал вследствие той статьи, которую он требует от г. Арсеньева, так как в ней он обсуждал действия полиции, – на что располагает доказательствами, т.е. что хотя статья та и не была напечатана, но была известна полиции и предназначалась для “Петербургской газеты”». Арсеньев отказался вернуть рукопись Ярмонкину, утверждая, что «она редакцией уничтожена» в соответствии с опубликованным на «переднем столбце издаваемой им “Петербургской газеты”» объявлением о порядке приема и хранения статей, который обязателен для лиц, доставлявших в газету рукописи. Согласно ему, статьи, «признанные редакцией неудобными к напечатанию, уничтожаются». В доказательство Арсеньев представил судье октябрьский номер газеты, где такое объявление действительно было напечатано. На этом основании суд в удовлетворении иска Ярмонкину отказал. Журнал «Судебный вестник» писал по этому поводу: «Мы решительно становимся в тупик перед заявлением г. Ярморкина. Действительно, г. Ярморкин передает в редакцию “Петербургской газеты” статью о каких-то действиях полиции. Статья эта, которая до напечатания не может быть никому известною, делается известною полиции. Каким образом? Какое может быть литературное отношение между редакцией газеты и полицией? Принимает, что ли, полиция постоянное участие в трудах редакции? Это какая-то шехерезада». Впоследсвтии Ярмонкин, так же, как и Арсеньев в своё время, воспринимался современниками как издатель газет, получавший правительственные субсидии и помощь «из разных фондов за травлю инородцев и некоторые другие услуги»
Первые публикации — в газете «Петербургский листок» (1874). В разное время сотрудничал в газетах «Мирской вестник», «Киевлянин», «С.-Петербургские ведомости», «Эхо» («Улей») и др. В 1881 после убийства народовольцами императора Александра II была создана так называемая «Священная Дружина» с целью противодействия революционерам неправовыми средствами, в том числе посредством террора и провокации. Ярмонкин примкнул к ее деятельности, сотрудничал в издаваемой за границей на средства «Священной Дружины» псевдореволюционной газеты «Правда» (Женева, 1882). Выступая под псевдонимом «Троицкий», Ярмонкин проповедовал на страницах этой газеты разные экстремистские идеи: установление социалистического строя в России, революционные и террористические методы борьбы с царизмом. С 1882 — редактор-издатель ежедневной газеты «Светоч» (СПб., 1882—1885). После ликвидации «Священной Дружины» работал под началом князя В. П. Мещерского в ультаконсервативной газете «Гражданин», где писал по политэкономическим вопросам. В «Гражданине» раскрылись взгляды Ярмонкина-публициста, здесь впервые вышли его работы — «В чём природа денег» (1892) и «Основы неограниченной монархии» (1896). С 1883 по 1896 год здесь же печатались очерки «Письма из деревни». Несколько месяцев в году Ярмонкин проводил в Чирково, где возглавлял приходской попечительский совет, на свои средства строил школу и поддерживал её. Избирался членом Бугульминского уездного комитета о народной трезвости (1901—1902).
Занимался общественной и коммерческой деятельностью. Состоял членом комитета Общества доставления дешевых квартир и других пособий нуждающимся жителям С.-Петербурга (1873); членом комиссии по вопросу об уменьшении страданий раненых и искалеченных во время войны лошадей и др. животных Российского общества покровительства животным (1877). В 1878 получил свидетельство купца 2-й гильдии С.-Петербурга, был председателем правления немецкой Сберегательной кассы с.-петербургских ремесленников (ещё в нач. 70-х в «Петербургском листке» опубликовал статьи: «По поводу ссудных товариществ», «О ссудо-сберегательных товариществах») и пайщиком «Торгового товарищества нефтяного газового освещения». В сентябре 1886 из числа членов Пятигорского благотворительного о-ва избран членом специально утвержденной, на правах правления, комиссии этого Общества и председателем её общего собрания. В 1890-х деятельный член Общества для содействия русской промышленности и торговли.
В 1901—1904 гг. редактировал и издавал ежемесячный общественно-политический журнал «Письма идеалиста» («Журнал без сотрудников»). Авторский журнал, автором всех статей которого был В. В. Ярморкин, успеха не имел. Выпускал газеты «Заря» (1903–1906, 1908) и «Зорька» (1906—1907), где опубликовал очерк «Болезнь духа - что делать» (1907). В период временного прекращения газеты «Заря» издавал ежедневные «Ночные телеграммы „Заря“» (апрель—июль 1905). В 1909—1910 гг. работал редактором еженедельного журнала «Вестник Русского Собрания». В дальнейшем Ярмонкин подвизался в качестве колумниста главной газеты Союза русского народа «Русское Знамя» и сумел завоевать авторитет у своих читателей. Член черносотенной организации «Русское Собрание», активный сторонник национал—монархического движения. В 1906 году Ярмонкин вошел в число членов так называемого «Комитета внепартийных выборов», образованного в связи с объявленем правительством выборов в I Государственную думу. 11 марта 1906 «Комитет» опубликовал «Обращение к господам избирателям», в котором открыто провозглашались и пропагандировались три известных черносотенных принципа: самодержавие, православие, народность. Однако, «Комитет» маскировал свою предвыборную программу как программу Конституционно-демократической партии.  В феврале 1907 Ярмонкин был избран членом правления «Союза представителей правой русской печати».
Жил в съёмных многокомнатных квартирах: на 5-й линии В. О., в д. № 36 (до 1886); улицах Разъезжей, в д. № 40 (до 1900), Коломенской (1900), Дегтярной (1907) и Моховой; Лиговском пр. (1909). Участник многочисленных судебных процессов по делам о клевете в печати и о взыскании денежных обязательств. Движимое имущество Ярмонкина (мебель, типографское оборудование) неоднократно, по решению С.-Петерургского коммерческого суда, арестовывалось и продавалось с публичных аукционов в 1886 и 1907 годах.
К 1914 г.  относится архивное дело «Об опеке над душевнобольным В. В. Ярмонкиным». В справочнике «Весь Петербург» последнее упоминание Ярмонкина относится к 1915.

## Семья
Отец — надворный советник Василий Иванович Ярмонкин. Жил и служил в г. Ставрополе, ставропольский домовладелец. Губернский, затем коллежский (27.05.1847) секретарь, столоначальник Ставропольского полевого провиантского комиссионерства. Затем смотритель Бесстрашного провиантского магазина Ставропольского окружного обер-провиантмейстерства. Кавалер орд. Св. Станислава 3 ст. (4.04.1865). Оставшись и состоя за штатом при Окружном индендантском управлении Кавказского военного округа, в сентябре 1867 уволен, по прошению, от службы, в том же чине — надворного своетника, и без мундира.
Брат — губернский секретарь Евгений Васильевич Ярмонкин (?—1878, С.-Петербург). Окончил Ставропольскую мужскую гимназию. Службу начал канцеляристом, не имевшим чина, С.-Петербургской контрольной палаты; с 18 июня 1872 из канцеляристов производится, за выслугу лет, в коллежские регистраторы; с 1 января 1875 переводится в ведомство М-ва внутренних дел, в Телеграфный департамент, чиновником на усиление средств; с 18 июня 1875 производится, за выслугу лет, в губернские секретари; с 15 мая 1878 исключен из списков умершим. В сентябре 1872 был поручителем жениха на свадьбе брата.
Брат — ротмистр Ярмонкин Владимир Васильевич (1859—?). Окончил Ставропольскую мужскую гимназию и Тифлисское пехотное юнкерское училище, по 2 разряду. В службу вступил 30.12.1877/1.01.1878 унтер-офицером 162-го Ахалцыхского пехотного полка; прапорщиком 14.03.1883; 14.09.1884 подпоручиком, со старшинством с 30.08.1884; поручиком 30.08.1888; тем чином с 18.04.1889 переведён в Отдельный корпус пограничной стражи, командующим Цупельским пограничным отрядом, 2-го отдела Ломжинской бригады пограничной стражи, Ломжинской губернии; штабс-ротмистром 30.08.1892; ротмистром 6.12.1896; служил в Таврической губернии, командиром Евпаторийского пограничного отряда, Измаильской пограничной бригады. Был женат. В браке три сына и две дочери.
Жена — Мария Андреевна Божко (Божко-Баженска) (1847—?), 25-летняя дочь умершего статского советника А. А. Божко. Венчались 15 сентября 1872 в С.-Петербурге. Поручители жениха: канцелярский служитель С.-Петербургской контрольной палаты, дворянин Евгений Васильевич Ярмонкин и художник Е. Е. Бернардский. Отец невесты — статский советник Андрей Андреевич Божко (?—1872), служил чиновником особых поручений VI класса при Главном интендантском управлении. В 1828 окончил Гимназию высших наук князя Безбородко со степенью кандидата. Близкий друг и юношеский товарищ писателя и драматурга  Н. В. Гоголя-Яновского, в 1828 окончившего тот же лицей действительным студентом. Впоследствии А. А. Божко служил в разных должностях по Комиссариатскому ведомству Военного м-ва. В результате военной реформы 1864 года и ликвидации Комиссариатского ведомства зачислен в штат Главного интендантского управления. Исключен из списков умершим 13 августа 1872 года.
Их дети:
Сын — Валентин Валентинович Старший (1873—1921), воспитанник Горного института, горный инженер IX класса, состоящий по Главному Горному управлению, коллежский секретарь (11.02.1903), титулярный советник (23.03.1912), член Общества горных инженеров, директор правления Товарищества на вере «Торговый дом В. В. Ярмонкин, С. Ф. Овсянников и К° для эксплуатации Екатерининско−Донецких каменноугольных месторождений», владелец одноименного екатериниско-донецкого акционерного общества для эксплуатации угольных и рудных шахт в Таганрогском округе, Области Войска Донского, с уставным капиталом в 4 000 000 руб., разделенных на 40 000 акций, учреждённого в 1914 году. Жил в С.-Петербурге и Екатеринодоне (ныне Краснодоне). Участвовал в Гражданской войне на стороне белых, эмигрировал через Крым и Мальту, умер в Лозанне. Жена — Ольга Андреевна, урождённая Бирилева (1879—1928, Франция), дальняя родственница морского министра, члена Государственного совета А. А. Бирилева. Совместно с мужем — помещица благоприобретенного имения в с. Никольском, Мещовского уезда, Калужской губернии. В церкви села Никольского 4 (17) июля 1910 «в интимном домашнем кругу» состоялось венчание сына адмирала А. А. Бирилева — Николая Алексеевича Бирилева, чиновника М-ва иностранных дел, с девицей О. С. Федотовой. Отец жениха — адмирал А. А. Бирилев, был на свадьбе посаженным отцом, а О. А. Ярмонкина — посаженной матерью.
Сын — Валентин Валентинович Младший (1875—до 1911), военный врач, доктор медицины, коллежский асессор. В 1898 окончил курс в Императорской Военно-медицинской академии, со степенью лекаря. Определён в службу по Военно-медицинскому ведомству, младшим врачом 48-го Одесского пехотного полка. Затем назначен младшим врачом 9-го стрелкового полка. Жительство имел в селе Большая Жмеринка, Винницкого уезда, Подольской губернии, где находился штаб полка. Специализировался на внутренних болезнях. В 1902—1904 служил вольнопрактикующим врачом в С.-Петербурге: врач Лечебницы для приходящих (ул. Гороховая, 45 / ул. Садовая, 38, дом Воденикова); врач С.-Петербургского городского Рождественского барачного лазарета; врач Медико-филантропического кабинета Императорского Человеколюбивого общества. Затем командирован на Дальний Восток, участник Русско-японской войны (1904—1905).
Сын — Владимир Валентинович (15.08.1878—?), потомственный дворянин. Крещён 26 октября 1878 года в С.-Петербурге. Восприемники: генерал от артиллерии Н. И. Цылов и жена с.-петербургского 2-й гильдии купца Августа Богдановна Трозинер (жена Ф. В. Трозинера, товарища и компаньона В. В. Ярмонкина). Образование получил в Ларинской гимназии (1877-1897). В том же —1897, подал прошение о зачислении в студенты физико-математического факультета, по математическому отделению, С.-Петербургского у-та; в августе того же — 1897, зачислен студентом  физико-математического факультета; в январе 1898 уволен, по прошению, по болезни, из числа студентов университета; в сентябре того же — 1898, поступил на юридический факультет С.-Петербургского у-та, полный курс которого окончил в 1902 году.
Дочь — Мария Валентиновна Можаровская (1878—после 1917), коллежская асессорша. С 19 февраля 1910 года, в возрасте 32 лет, вышла замуж за первобрачного 24-летнего титулярного советника Николая Львовича Можаровского (1886—после 1917), служившего в ведомстве М-ва внутренних дел. Венчались в С.-Петербурге. Поручители жениха: лейб-гвардии Уланского Её Величества полка поручик князь Александр Константинович Эристов, лейб-гвардии Преображенского полка, поручик Николай Николаевич Граве. По невесте: коллежский асессор Николай Алексеевич Бирилев, и лейб-гвардии Уланского Её Величества полка ротмистр Михаил Евгеньевич Маслов. Муж — Н. Л. Можаровский, воспитанник Николаевского кавалерийского училища. С 9 августа 1904 из портупей-юнкеров выпущен корнетом Гродненского гусарского лейб-гвардии полка; тем же чином 3 июня 1906 уволен в запас гвардейской кавалерии, по С.-Петербургскому уезду. С 29 декабря 1907 из гвардии конетов запаса определён на службу в Департамент общих дел М-ва внутренних дел, с причислением к министерству; с 24 апреля 1908 переименован в коллежские секретари, со старшинством с 9 августа 1904; с 6 июня 1909 произведён в титулярные советники, со старшинством с 5 марта 1909; с 28 апреля 1910 назначен помощником столоначальника младшего оклада 3-го отделения  (еврейские дела, подданство и иностранное землевладение) Департамента общих дел М-ва внутренних дел; с 5 марта 1911 производится в коллежские асессоры. Одновременно состоял чиновником особых поручений при министре внутренних дел, членом строительной комиссии по сооружению храма в память 300-летия Дома Романовых. С супругой жил в Петрограде.
Дочь — Лидия Валентиновна (?—март 1906, С.-Петербург), девица.
Их внуки:
Дети Валентина Валентиновича Старшего: Вера Валентиновна Ярмонкина-Раффалович (1901—1964) и Валентин Валентин Ярмонкин (1898—1944), — участвовали во французском движении Сопротивления, были арестованы нацистами в Париже летом 1944 г., Валентин погиб в концлагере.

## Публицистика и литературная деятельность
Плодовитый публицист. По взглядам — реакционер, аристократ-романтик. В 1877 г. выпустил книгу «Дух наживы (экономико-нравственный этюд)», где противопоставлял интересы экономические, которым отказывал в этической состоятельности, и нравственную мотивацию деятельности.
Мы страдаем отсутствием идеалов, погрязли в погоне за наживой… В наш век всеобщей разнузданности жадное стремление к деньгам уничтожило всякое понятие о нравственности… Великие изобретения, удобства, комфорт одних отражаются нищетой и голодом на жизни других… В чем же наша задача? Парламентаризм, кооперация, ассоциации — не наш путь: в них тот же животный эгоизм… Вознаграждение за труд не нужно и вредно, это тот же дух наживы. Не ради денег творили Рафаэль и Ньютон, не ради денег доктор Ливингстон ехал в Африку… Любовь к труду, сознательное отношение к общественной пользе — вот что будет руководить тружениками, и для этого нет надобности в вознаграждении… Экономический вопрос, как задача человеческой жизни, должен быть уничтожен, и человечество должно жить стремлением к духовному идеалу.
В 1879 г. издал романтического характера повесть «Исповедь души»: эпизоды жизни 27-летнего современника — детство, юность, первая любовь, отъезд из небольшого кавказского городка в столицу, обучение и адвокатская работа. Потрясенный бедствиями одной семьи, члены которой гибнут от бедности и безысходности, и впечатлениями от поездки в село Токсово, воспринятое как очаг гармонии, герой меняется. В Токсово он знакомится с юной Лидией и осознает, что изменил своим юношеским идеалам и стремлениям, стал заложником своего статуса адвоката, бытовых удобств, идет на сделки с совестью и кривит душой. Но Лидия не понимает его метаний, разница в возрасте и уровне развития создают непреодолимую пропасть для взаимопонимания. Сердце его разбито.
Писал слабые стихи, вошедшие главным образом в сборник «Звуки сердца» (1892), многократно переиздававшийся.
Прошли года… Зачем же я родился? / Зачем любил? Зачем душой страдал? / К чему и для чего мне Божий свет явился? / Зачем же жил и сердцем изнывал?..
В работе «Еврейский вопрос» (1894) предлагал «отменить ныне действующий закон, по которому все евреи – купцы 1-й гильдии имеют право повсеместного жительства в России», а также «предложить всем евреям, как живущим в Царстве Польском, так и внутри России, обратиться к земледельческому, ремесленному и фабричному труду, для чего и назначить пятилетний срок». Те же, кто в течение этого срока к данным видам деятельности не обратится, «должны быть переселены, как из Царства Польского, так и из других губерний России, в какую-либо особо отведенную им местность, хотя бы в одну из отдаленных губерний Сибири».
В «Основах неограниченной монархии» писал: 
Этическая сторона жизни представляет собой центр, около которого обращается решительно всё, и нарушение этой стороны неминуемо должно отразиться и в политической, и в социальной, и в индивидуальной жизни. Следовательно, при организации государственной жизни необходимо обратить внимание прежде всего на эту сторону, т.е. на воспитание народа, и вся система образования должна основываться на этом воспитании. Воспитанием же народа может заняться только одна Церковь, и сделать это может только одна власть — власть неограниченного Монарха.
Как экономист примыкал к инфляционистам, исходил из предположения, что достаточно бесконечно увеличивать массу бумажных денег, чтобы столь же бесконечно увеличивались количество обращающихся товаров, т.е. богатства страны.
В «Журнале без сотрудников» опубликовал «Письма идеалиста». Они публиковались по сериям, каждая серия состояла из 12 статей-писем на разные темы жизни и литературы. В частности, приветствовал сословную сегрегацию:
Образование дворянских детей, как мальчиков, так и девочек, должно быть обособлено и совершенно отделено от образования детей других сословий. <…> Нельзя Лермонтова и Пушкина заставить проводить первые годы жизни с каменщиками и плотниками, нельзя заставить дворянских детей воспитываться вместе с детьми сапожников, кабатчиков и ростовщиков. Сапожник от такого сообщничества не облагородится, так как облагораживание натуры человека созидается образованием и воспитанием из поколения в поколение, — а дворянин запачкается дегтем и пропитается тем специфическим запахом, который ежедневно будет приносить с собою сын сапожника из своей среды, из своей домашней обстановки.Ярмонкин В., Письма идеалиста. Первая серия. Первые 12 писем. СПб., 1902. С. 195.
Скандальную известность приобрели 10-е, 11-е и 12-е письма 1 серии, где автор ополчился на Л. Н. Толстого, критикуя его личность, творчество и нравственное учение. «Л. Толстой — это оплеуха нашему времени и нашей цивилизации», «Стенька Разин или Пугачев новейшего покроя». Разбирая драму «Власть тьмы», Ярмонкин исходит из собственных убеждений, не приемля мрачный взгляд Толстого на русскую жизнь. Он утверждает: 
В драме Толстого решительно нет и тени таланта. Это просто нагромождение гнусностей, одна на другую, до получения громадной навозной кучи, когда уже окончательно захватывает ваше обоняние, так что вам дышать уже нельзя. […] это — прилив животного начала жизни, это — крайняя материализация чувств и потребностей человеческого организма, находящая в таких индивидуумах, как Толстой, лучших своих выразителей. Это — душевная болезнь, это — болезненное извращение представления о жизни.
Ярмонкин доказывает, что, по замыслу Толстого, персонажи его драмы должны представлять все русское крестьянство. Но Ярмонкин отказывается признать их типичными русскими крестьянами.
Лев Толстой написал на них ложь, ложь и ложь!... Русский крестьянин, хотя несколько испортился после «великих» реформ и разрушения в его жизни всякого порядка, но в главной своей основе — в своем сердце он остался тем же, каким рисовали его Тургенев и другие наши воистину великие классики писатели дореформенного периода. Русский крестьянин ещё имеет в своей груди сердце, то любвеобильное русское сердце, которое уже не встретите вы ни в одной другой «цивилизованной» нации […] Русское крестьянство — это нива, правда, страдающая от засухи, безмолвно жаждущая влаги, света, образования, но не исключительно подлая среда преступлений, как она выражена у «великого печальника Земли русской».
Ярмонкин видит самую враждебную силу в интеллигенции. 
В народе, хотя и нет света образования, но и нет «Власти тьмы» […]. Но эта «власть тьмы» не только существует, но все с большей и большей силой свирепствует в нашем интеллигентном мире. Здесь, в умах, чувствах и побуждениях не ищите никаких устоев, никакого направления». […] Да, есть «власть тьмы», но только по справедливости её нужно назвать «властью интеллигенции».Ярмонкин В., Письма идеалиста. Первая серия. СПб., 1902.
Он перечислил и запрещенные дотоле к печати «хуления и глумления» Толстого над Иисусом Христом и над Пречистой Богородицей. В последнем «письме» Ярмонкин сообщает, что лето 1901 г. он провел в Чирково, где прочел все сочинения Толстого:
Всего прочтено было мною за это время 15000 страниц. Никогда я в своей жизни не чувствовал такой головной тяжести, такого угнетённого настроения духа, такого сумбура, какие ощущал при беспрерывном чтении произведений Л. Н. Толстого. Ни одной новой не только мысли, но и мыслишки я не уловил в этом громадном количестве печатных страниц. Полное отсутствие логики и подчас простого здравого смысла, дикое выворачивание шиворот на выворот давным-давно всеми признанных истин, беспрерывные потуги к отрицанию, доходящие до нелепости и болезненности, — всё это вместе подействовало на меня удручающим образом.

## Критика
Критики порицали Ярмонкина за реакционно-охранительный характер его идей и причисляли к агентам «Священной дружины», тайной монархической организации, созданной придворной аристократией для борьбы с революционным движением.
В юмористическом рассказе «Жалобная книга» Антон Чехов дал фамилию Ярмонкин одному из персонажей.
Антрепренёр Вавилов из фельетона Владимира Азова «Рассказ старого антрепренёра» рассказывает:
Стали готовить «Стены» Найдёнова. Известный русский писатель. <…> От всех получили согласие. Вдруг, можете себе представить, от какого-то Ярмонкина письмо, даже не оплаченное маркой: «Я, – пишет, – в качестве автора „Писем идеалиста”, не могу разрешить постановки пьесы, проповедующей разврат». Наши все загалдели: – Какой такой Ярмонкин! Не знаем никакого Ярмонкина! Наплевать на Ярмонкина!
Им, конечно, наплевать, но вы в мое войдите положение. А вдруг этот Ярмонкин – значительное лицо? Может, он с кем знаком? И, наконец, ежели письменно запрещать и даже маркой письма не оплачивает – значит, имеет власть запретить. Конечно, снял я пьесу. Не мог же я рисковать всем. Разве нынче знаешь, кто имеет власть, и кто не имеет?
– Ребята, – сказал я нашим, – плюнем-ка мы на всю эту новейшую драматургию, черт её побери. От неё одни неприятности! Обратимся мы лучше вспять – к доброй старой мелодрамочке. Уж этого никто не запретит.
И назначил я к постановке пьесочку «За монастырской стеной».

Все разрешили. Ярмонкину я на ответе вместо одной марки три приложил. Он ответил открыткой: «Разрешаю». <…> И вдруг, — можете себе представить, — не более, как за полчаса до спектакля, телеграмма: «Не разрешаю касаться монастырских порядков. Антрепренёру Вавилову и всей труппе анафема. Иеромонах Ексакустодиан»Азов Влад., Цветные стекла. Сатирические рассказы. Библиотека "Сатирикона". СПб.: Издание М. Г. Корнфельда. Типография журнала "Сатирикон" М. Г. Корнфельда, 1911. С. 134.

## Сочинения
- Дух наживы: Экон.-нравственный этюд. — СПб., тип. П. И. Шмидта, 1877.
- Исповедь души: (Этюды из жизни молодого человека). — СПб., тип. Шмидта, 1879.
- Золото и кредитный рубль. — СПб., типо-лит. С. Муллер и И. Богельман, 1887. (2-е значит. доп. изд. — СПб., Банкирск. дом Генрих Блокк, 1887).
- Меновое обращение. — СПб., тип. С. Муллер и И. Богельман, 1887.
- Новая система денежного обращения. — СПб., Н. В. Винокуров, 1887.
- Как поднять наш курс? — СПб., тип. С. Муллера и И. Богельмана, 1887.
- Недостаток денег в России: Экон. исслед. В. Ярмонкина. — СПб.,  типо-лит. С. Муллер и И. Богельман, 1888.
- К вопросу о сделках на металлическую валюту. — СПб., А. И. Селиванов и К°, 1888.
- Русское землевладение в Царстве Польском. — СПб., тип. Муллер и Богельман, 1890.
- Золото и кредитный рубль. 3-е изд. видоизмененное и передел. — СПб.,  типо-лит. С. Муллер и И. Богельман, 1890.
- Среди печали и раздумья [Стихотворения]; Памяти Лермонтова. — СПб., тип. и лит. Муллер и Богельман, 1891.
- Звуки сердца: (Стихотворения). — СПб., тип. Муллер и Богельман, 1892 (6-е изд. — СПб., тип. газ. "Заря", 1905).
- В чем природа денег. — СПб., тип. М-ва пут. сообщ., 1892.
- Еврейский вопрос. — СПб.,  тип. М-ва пут. сообщ., 1894.
- Больной вопрос [О проституции]. — СПб., тип. М-ва пут. сообщ., 1894.
- Отрицательное значение Нижегородской ярмарки. — СПб., тип. М-ва пут. сообщ., 1894.
- Постоянная всемирная выставка в городе Киеве: [К проекту устройства ее]. — СПб., тип. М-ва пут. сообщ., 1894.
- Убийство Карно. — СПб., тип. М-ва пут. сообщ., 1894.
- Что такое любовь?: Письмо к ней (Этико-психо-физиол. этюд). — СПб., тип. М-ва пут. сообщ., 1895.
- Вопросы государственной жизни. — СПб., тип. М-ва пут. сообщ. (Кушнерева), 1895.
- Задача дворянства. — СПб., тип. МПС, 1895.
- Жизнь и идеалы [Рассказы]; Памяти Лермонтова. — СПб., тип. М-ва пут. сообщ., 1896.
- Письма из деревни. — СПб., тип. М-ва пут. сообщ., 1896.
- Основы неограниченной монархии. — СПб., тип. Мин-ва путей сообщения, 1897.
- Вопросы государственной жизни. — СПб., тип. М-ва пут. сообщ. (Кушнерева), 1897.
- Прогресс и свобода: Обществ. благо. Печать. — СПб., тип. С. А. Чиколини, 1904.
- Письма идеалиста // Журнал без сотрудников. СПб., 1901–04 <Серия 1-я, письмо 8-е - письмо 12-е. 1901; Серия 2-я, письмо 1-е - письмо 9-е. 1902; Серия 2-я, письмо 10-е - письмо 12-е. 1903; Серия 3-я, письмо 1-е. 1903; Серия 3-я, письмо 2-е - письмо 3-е. 1904. Серия 1-я вышла в 1902 вторым и третьим изд. в одном томе; 2-я серия вышла отд. томом в 1903 [1902?].
- Болезнь духа - что делать. — СПб., Ред. "Зари" и "Зорьки", 1907.
- Идеология монархизма. — СПб., Отечеств. тип., 1908.
- Убийство Герценштейна. — СПб., Отечеств. тип., 1909.
- Монархизм и народовластие. — СПб., тип. А.С. Суворина, 1912.